# Коффиго, Жозеф Коку
Жозеф Коку Коффиго (фр. Joseph Kokou Koffigoh; род. 1948) — тоголезский политик и активист, премьер-министр Того (1991—1994).

## Биография
Жозеф Коку Коффиго родился в 1948 году.
Работал адвокатом. Являлся активистом правозащитных групп, долгое время был в оппозиции президенту Эйадеме Гнассингбе.
Он стал главой правительства 27 августа 1991 года, когда национальная конференция рядом с президентом поставила премьер-министра, чтобы ограничить его полномочия. До этого должность премьер-министра была упразднена в 1961 году. На первой фазе своего правления главной его проблемой были повстанцы. В октябре попытка снять его с должности не удалась, и в ноябре его офис был окружен танками. Свободные президентские выборы, назначенные на 1992 год, были отменены. Конфликт между сторонниками президента и правительства Коффиго был разрешен под международным посредничеством.
При поддержке армии президент сохранил свои позиции. Срок Коффиго истёк 23 апреля 1994 года, когда оппозиционному политику Эдему Коджо было поручено сформировать коалиционное правительство. В феврале Коффиго был единственным депутатом своей партии, избранным в парламент на первых многопартийных выборах с 1958 года. В 1998 году он стал министром иностранных дел в правительстве Квасси Клютсе и оставался в должности до 2000 года. В октябре 2000 года он стал министром регионального развития и связей с парламентом.
В мае 2005 года он стал главой комиссии по расследованию жестоких столкновений во время президентских выборов 24 апреля 2005 года, в которых победил Фор Геассингбе.